# Tiefurter Allee 4

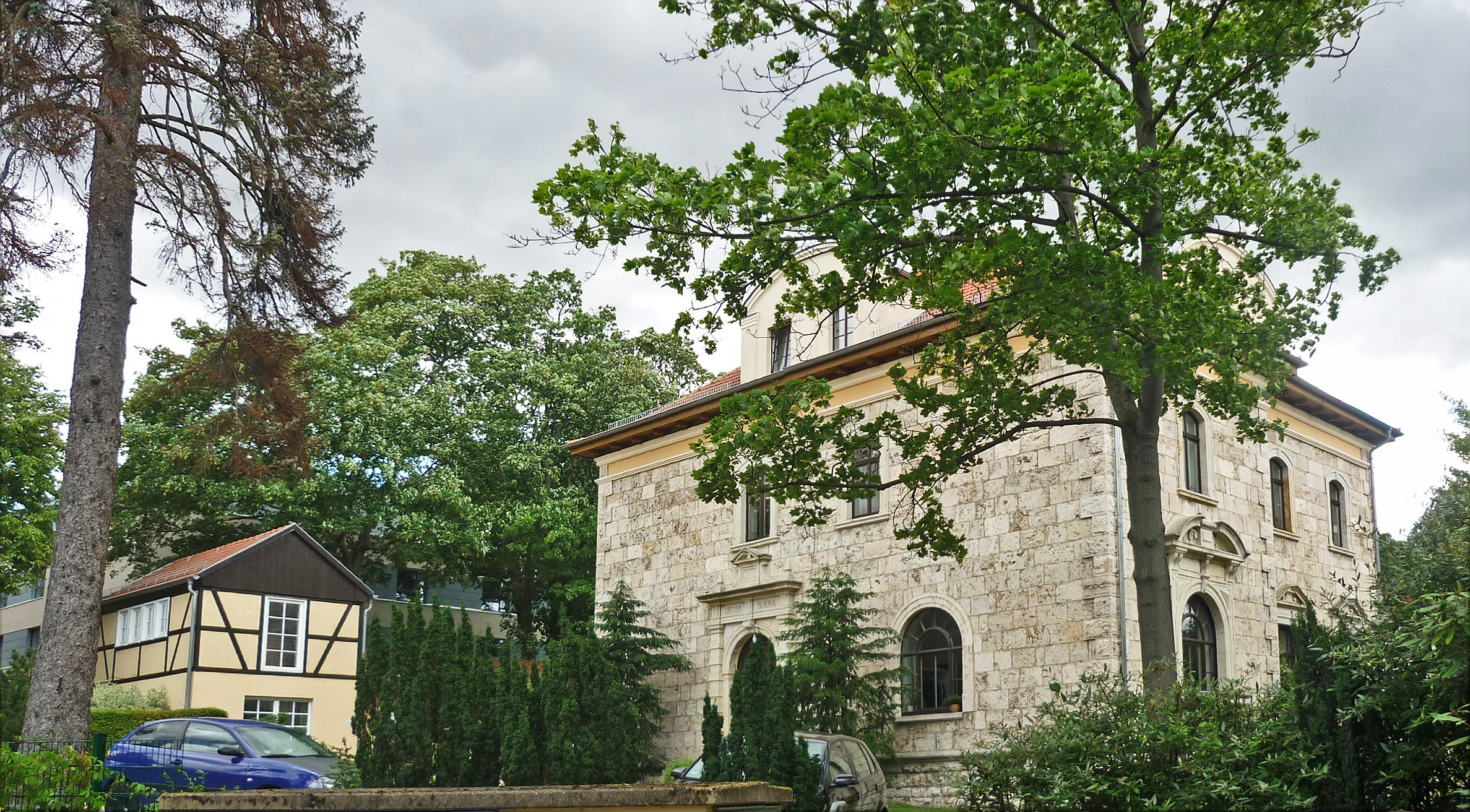
Tiefurter Allee 4

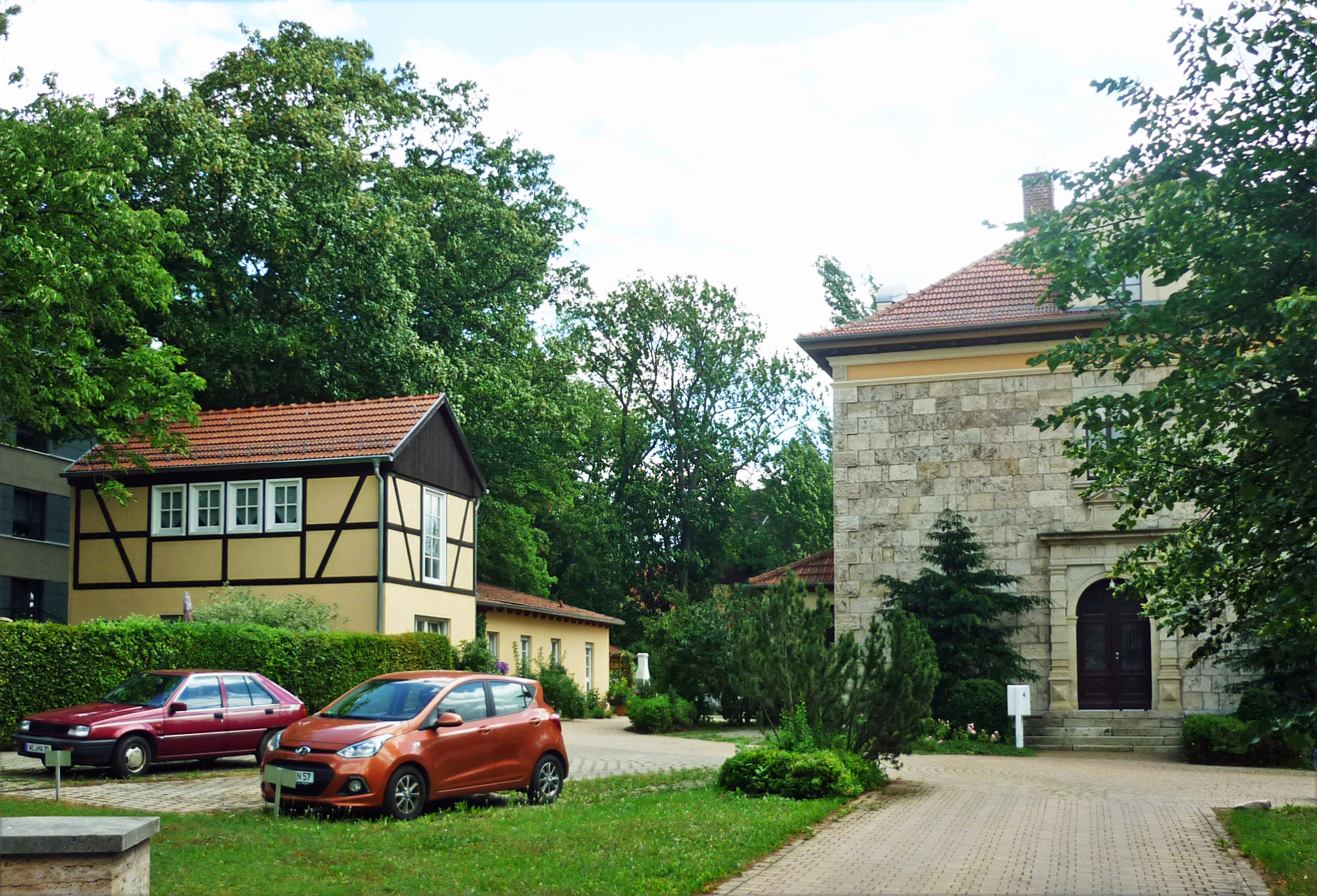
Tiefurter Allee 4

Das Haus Tiefurter Allee 4  ist eine denkmalgeschützte Villa in der Parkvorstadt von Weimar.
Die Villa im Neorenaissance-Stil wurde 1881/82 errichtet nach dem Entwurf von Karl Vent. Im Jahr 1914 wurde der zweigeschossigen Villa anstelle der bisherigen Holzzementdeckung ein Walmdach nach Plänen des Architekten Friedrich Alfred Müller. Das Dach besitzt auf jeder Seite einen Giebelaufsatz mit je zwei Fenstern. Zu dieser Zeit wurde eine Veranda an der Südseite angefügt. Über dem Hauptportal steht: „Villa Quisi sana“. Die Wände sind mit Kalksteinplatten verkleidet. Die Fenstergewände und das Portal sind aus hellem Sandstein gefertigt. Bei diesen Teilen handelt es sich entweder um Berkaer oder Tonndorfer Sandstein. Die Villa besitzt eine Fachwerk-Remise.